# Derolus lepautei
Derolus lepautei là một loài bọ cánh cứng trong họ Cerambycidae.